# ヒロシのひとりキャンプのすすめ
『ヒロシのひとりキャンプのすすめ』は、熊本朝日放送（KAB）で金曜（木曜深夜）0:15 - 0:45に放送されているローカルバラエティ番組。元々は同局で放送していた深夜番組「5ch（ファイブチャンネル）」（2017年10月8日放送分）のコーナー「特集ch」の企画として開始する。2020年4月から単独番組としてレギュラー放送を開始した。2020年より毎年1月に同局で放送する焚火会の年始特番『ヒロシと愉快な仲間たち〜焚火会 in くまもと～』（ひろしとゆかいななかまたち たきびかい いん くまもと）についても本項で記述する。

## 概要
- キャンプブームの火付け役・ヒロシが主宰するソロキャンパー集団「焚火会」の仲間達と共にソロキャンプの醍醐味を存分に伝え、またキャンプ愛あふれる無駄話と愛用のキャンプギア（用品）を紹介や垂涎のキャンプ飯を披露とちょっとだけ役に立つアウトドア入門番組。
- インドアまゆたんが音楽・BGM・アニメソングなどの醍醐味を存分に伝え、また音楽愛あふれる話と好きな音楽を紹介するコーナーが番組中盤にある。（なお、同コーナーは音楽の権利関係上YouTubeでは配信されない。）
- 元々は前述の通り、2017年10月に深夜番組「5ch（ファイブチャンネル）」の一企画から開始、2020年4月から月に1回（第3土曜深夜）放送のレギュラー番組として開始、同年10月から2022年3月までは月2回の放送、2022年4月より日曜（土曜深夜）から土曜（金曜深夜）へ曜日変更および放送形態が隔週（月2回）から毎週放送となる[5]。
- 2022年9月23日には、地上波放送にてソロキャンパー集団「焚火会」メンバー・9人全員集合した初めての特別番組「ヒロシのひとりキャンプのすすめ 焚火会全員集合スペシャル」を放送（詳細は後逸にて）[6][7]。
- 2022年11月10日には、番組初の公式ガイドブック『ヒロシのひとりキャンプのすすめ 公式本』を発売[8][9] 。
- 2024年4月から放送曜日を土曜（金曜深夜）から金曜（木曜深夜）に変更。

## 出演者
- ヒロシ（焚火会主催）

### ゲスト

#### 焚火会メンバー
- 阿諏訪泰義（元・うしろシティ)
- ベアーズ島田キャンプ（元・ムートン）
- 西村瑞樹（バイきんぐ）
- 河本太（ウエストランド）
- 大和一孝（スパローズ）
- じゅんいちダビッドソン
- 村田秀亮（とろサーモン）
- スギ。（インスタントジョンソン）

#### その他
- 井口浩之（ウエストランド）

#67-#70（#66を除く）「ヒロシ村秘密基地化計画（11日目から13日目まで）」でコンビ出演
#110-113「大混雑！太の新ギアと井口まゆたん」でコンビ出演
#158-161 「出没！ジャクソン太夫・井口浩之の毒舌ツッコミ」でコウメ太夫（#160まで）とともに単独出演
- THE石原

#98「オープンしたばかりの焚火会メンバー大和の店へ」で出演。東京・世田谷にある大和が経営する「MADE IN YAMATO」の店舗貸主であり、同店舗2階で不動産業も営んでいる。
- ワロシ (@waroshidesu0318) - X

#113「ウエストランド太ちゃんのおもてなしキャンプ飯・ドッキリ大作戦」と#114「オカルト業界の使者キックと異世界交流キャンプ」（#113の続き）、#116には「TVerお気に入り登録10万人」の御礼VTRで出演。さいたま市在住の会社員（一般人）、同氏がヒロシと同じ格好でイベント等で会う機会がある人物。（出演理由は＃113の備考欄にて）
- キック

#114-#118  焚火会メンバー以外の単独メインゲストとして出演
#134-#137、ベアーズ島田キャンプ・じゅんいちダビッドソンと一緒に「春の宴お花見キャンプ・サイキックパワー大解放」で出演
#147-#150、河本太と一緒に「太とキックの納屋キャンプ・真夏のダメ出し怪談」で出演
#190-#193（予定）、大和一孝（#192から）と一緒に「芸人キックと東京探訪、ヒロシの古着店へ」で出演
- 玉川徹

2024年新春特番「ヒロシのひとりキャンプのすすめSP2024」にて特別対談パートのゲストとして出演
- 永野

#124-#127「孤高のピン芸人永野が登場」で出演
- コウメ太夫

#128-#131「チックショー！コウメ太夫 野にあらわる」で出演
#158-160 「出没！ジャクソン太夫・井口浩之の毒舌ツッコミ」で井口浩之（#161まで）とともに出演
- HYDE（L'Arc〜en〜Ciel）

2025年新春特番「ヒロシのひとりキャンプのすすめSP2025 in 台湾」のロケ初日の夜、土林夜市にて遭遇、同氏の承諾を得て番組に出演。
- 矢野ペペ（パラシュート部隊）

#182-#185「パラシュート部隊　矢野ぺぺが襲来!」で出演

### ナレーター＆インドアまゆたん（cv）
- 舩津真弓（KAB、KAB元アナウンサー[注釈 1][16]）

#### 「インドアまゆたん」について
- 前身番組である「5ch（ファイブチャンネル）」時代からのマスコットキャラクター・まゆたん、当番組（企画）ではインドアまゆたんとして登場。番組内ではヒロシやゲストら出演者と会話（形式）でキャンプや音楽・アニメソングなどの話で盛り上げる役割をする。
- まゆたんの名前の由来は（ファイブチャンネル放送当時）KABアナウンサー・舩津真弓のニックネームである。
- 撮影現場のインドアまゆたんは、当番組ディレクター・竹原克彦[17]が担当。
- インドアまゆたんのキャラクターボイス（CV）を「5ch（ファイブチャンネル）」時代から舩津真弓が担当、番組ナレーションと兼務している。

「5ch（ファイブチャンネル）」の10回目本放送のみインドアまゆたん（cv）およびナレーションの代役としてラジオパーソナルティー・吉本サキコ（現・Sakiko）がインドアさこたんとして登場した。
- レギュラー放送#64「ヒロシ村秘密基地化計画11日目」にて、焚火会以外のゲストとしてウエストランド・井口浩之が初登場。井口が撮影現場のインドアまゆたん（＝竹原ディレクター）に扮するが、井口の芸風（口調）がインドアまゆたん（CV＝舩津真弓）のアテレコが井口の口調に追いつけず翌週放送（#65）では「インドアまゆたんに扮する井口」（音声も井口の肉声）として登場[19]。
- レギュラー放送#77「番組本イベントに潜入」にて普段「まゆたん」のイラスト越しに出演していた竹原ディレクターとイベント進行役で「まゆたん（CV）」の舩津が一緒の舞台に、テレビ放送で竹原・舩津の2人の「インドアまゆたん」初共演となった[20]。
- レギュラー放送#111「ウエストランド登場！井口まゆたん再び・太の登山ギア紹介」にて井口まゆたんが再登場。前回登場（#64）時のアテレコが井口の口調に追いつけない問題対策として音声をAI設定にして「バ美肉化まゆたん」として登場。

## 放送リスト

### ファイブチャンネル時代
| 5ch版・放送リスト | 5ch版・放送リスト | 5ch版・放送リスト                    | 5ch版・放送リスト                              | 5ch版・放送リスト                                                          | 5ch版・放送リスト |
| 放送回数          | 放送日            | タイトル                             | ロケ場所                                       | ゲスト                                                                     | 備考              |
| ----------------- | ----------------- | ------------------------------------ | ---------------------------------------------- | -------------------------------------------------------------------------- | ----------------- |
| 1                 | 2017年 10月8日    | 民家でピコグリル初おろしの回         | 熊本市内の私有地                               | −                                                                          |                   |
| 2                 | 12月17日          | 達人リベンジなるか？おっぱい飯の回   | 立神峡里地公園キャンプ場（氷川町）             | −                                                                          |                   |
| 3                 | 2018年 3月25日    | ハンモック泊と飯炊きリベンジの回     | 四季の里旭志キャンプ場（菊池市）               | −                                                                          |                   |
| 4                 | 6月2日            | 焚火vsバーナー 鮎の塩焼き対決の回    | 五家荘渓流キャンプ場（八代市）                 | −                                                                          |                   |
| 5                 | 9月30日           | ファブルのお茶とロース肉食べ比べの回 | 菊池高原ファミリーキャンプ場（菊池市）         | −                                                                          |                   |
| 6                 | 2019年 2月3日     | ベアーズ島キャンとバウルー料理の回   | 菊池高原ファミリーキャンプ場（菊池市）         | ベアーズ島田キャンプ                                                       |                   |
| 7                 | 5月12日           | 焚火会に潜入                         | 滝沢園キャンプ場（神奈川県秦野市）             | 阿諏訪泰義、ベアーズ島田キャンプ、河本太、じゅんいちダビッドソン、村田秀亮 |                   |
| 8                 | 9月29日           | ベアーズ島キャン リベンジ麺料理の回  | 西原村青少年の森 風の里キャンプ場（西原村）    | ベアーズ島田キャンプ                                                       |                   |
| 9                 | 12月8日           | 大興奮のギア（キャンプ道具）談義     | 西原村青少年の森 風の里キャンプ場（西原村）    | 村田秀亮                                                                   |                   |
| 10                | 2020年 2月2日     | ブッシュクラフト○○入門の回           | 小岱山ふるさと自然公園丸山キャンプ場（玉名市） | 阿諏訪泰義、ベアーズ島田キャンプ                                           |                   |

### レギュラー放送
- レギュラー放送回数はレギュラー放送版の通算回数で表記

#### シーズン 1
| レギュラー放送・シーズン 1（2020年度版）放送リスト | レギュラー放送・シーズン 1（2020年度版）放送リスト | レギュラー放送・シーズン 1（2020年度版）放送リスト           | レギュラー放送・シーズン 1（2020年度版）放送リスト | レギュラー放送・シーズン 1（2020年度版）放送リスト | レギュラー放送・シーズン 1（2020年度版）放送リスト |
| 放送回数                                           | 放送日                                             | タイトル                                                     | ロケ場所                                           | ゲスト                                             | 備考                                               |
| -------------------------------------------------- | -------------------------------------------------- | ------------------------------------------------------------ | -------------------------------------------------- | -------------------------------------------------- | -------------------------------------------------- |
| 1                                                  | 2020年 4月19日                                     | ガチキャン VS ヘタキャン                                     | 吉無田高原 緑の村キャンプ場（御船町）              | じゅんいちダビッドソン                             |                                                    |
| 2                                                  | 5月17日                                            | ガチキャン VS ヘタキャン                                     | 吉無田高原 緑の村キャンプ場（御船町）              | じゅんいちダビッドソン                             |                                                    |
| 3                                                  | 5月31日                                            | 俺の山を見せてやる! ヒロシがセルフプロデュースキャンプを披露 | 関東某所の通称「ヒロシ山」                         | −                                                  | ヒロシ山と熊本のスタッフでリモート中継             |
| 4                                                  | 6月27日                                            | おっさんたちの友情キャンプ                                   | 阿蘇瀬の本高原 茶屋の原キャンプ場（南小国町）      | 西村瑞樹                                           |                                                    |
| 5                                                  | 7月19日                                            | おっさんたちの友情キャンプ                                   | 阿蘇瀬の本高原 茶屋の原キャンプ場（南小国町）      | 西村瑞樹                                           |                                                    |
| 6                                                  | 8月16日                                            | おっさんたちの友情キャンプ                                   | 阿蘇瀬の本高原 茶屋の原キャンプ場（南小国町）      | 西村瑞樹                                           |                                                    |
| 7                                                  | 9月20日                                            | 太のウルトラライトキャンプ                                   | 西原村青少年の森 風の里キャンプ場（西原村）        | 河本太                                             |                                                    |
| 8                                                  | 10月18日                                           | 太のウルトラライトキャンプ                                   | 西原村青少年の森 風の里キャンプ場（西原村）        | 河本太                                             |                                                    |
| 9                                                  | 10月25日                                           | 物知りキャンパー阿諏訪とキャンプ                             | 阿蘇瀬の本高原 茶屋の原キャンプ場（南小国町）      | 阿諏訪泰義                                         |                                                    |
| 10                                                 | 11月22日                                           | 物知りキャンパー阿諏訪とキャンプ                             | 阿蘇瀬の本高原 茶屋の原キャンプ場（南小国町）      | 阿諏訪泰義                                         |                                                    |
| 11                                                 | 11月29日                                           | 物知りキャンパー阿諏訪とキャンプ                             | 阿蘇瀬の本高原 茶屋の原キャンプ場（南小国町）      | 阿諏訪泰義                                         |                                                    |
| 12                                                 | 12月20日                                           | 一番大事な友とのキャンプ                                     | 菊池高原ファミリーキャンプ場（菊池市）             | 大和一孝                                           |                                                    |
| 13                                                 | 2021年 1月24日                                     | 一番大事な友とのキャンプ                                     | 菊池高原ファミリーキャンプ場（菊池市）             | 大和一孝                                           |                                                    |
| 14                                                 | 1月31日                                            | 一番大事な友とのキャンプ                                     | 菊池高原ファミリーキャンプ場（菊池市）             | 大和一孝                                           |                                                    |
| 15                                                 | 2月21日                                            | 野外料理研究家をイジるキャンプ                               | 西原村青少年の森 風の里キャンプ場（西原村）        | ベアーズ島田キャンプ                               | この回からTver等での配信開始                       |
| 16                                                 | 2月28日                                            | 野外料理研究家をイジるキャンプ                               | 西原村青少年の森 風の里キャンプ場（西原村）        | ベアーズ島田キャンプ                               | この回からTver等での配信開始                       |

#### シーズン 2
| レギュラー放送・シーズン 2（2021年度版）放送リスト | レギュラー放送・シーズン 2（2021年度版）放送リスト | レギュラー放送・シーズン 2（2021年度版）放送リスト | レギュラー放送・シーズン 2（2021年度版）放送リスト | レギュラー放送・シーズン 2（2021年度版）放送リスト | レギュラー放送・シーズン 2（2021年度版）放送リスト           |
| 放送回数                                           | 放送日                                             | タイトル                                           | ロケ場所                                           | ゲスト                                             | 備考                                                         |
| -------------------------------------------------- | -------------------------------------------------- | -------------------------------------------------- | -------------------------------------------------- | -------------------------------------------------- | ------------------------------------------------------------ |
| 17                                                 | 2021年 3月21日                                     | レギュラー化1年を振り返る総集編                    | 関東圏某所 ヒロシが所有する山林「ヒロシ山」        | じゅんいちダビッドソン、西村瑞樹、河本太           | 前編                                                         |
| 18                                                 | 3月28日                                            | レギュラー化1年を振り返る総集編                    | 関東圏某所 ヒロシが所有する山林「ヒロシ山」        | 阿諏訪泰義、村田秀亮、大和一孝                     | 後編                                                         |
| 19                                                 | 4月4日                                             | ヒロシ山に潜入                                     | 関東圏某所 ヒロシが所有する山林「ヒロシ山」        | −                                                  |                                                              |
| 20                                                 | 4月18日                                            | ヒロシ山に潜入                                     | 関東圏某所 ヒロシが所有する山林「ヒロシ山」        | −                                                  |                                                              |
| 21                                                 | 5月2日                                             | バイきんぐ西村ふたたび                             | 四季の里旭志キャンプ場（菊池市）                   | 西村瑞樹                                           |                                                              |
| 22                                                 | 5月16日                                            | バイきんぐ西村ふたたび                             | 四季の里旭志キャンプ場（菊池市）                   | 西村瑞樹                                           |                                                              |
| 23                                                 | 5月30日                                            | バイきんぐ西村ふたたび                             | 四季の里旭志キャンプ場（菊池市）                   | 西村瑞樹                                           |                                                              |
| 24                                                 | 6月13日                                            | 焚火会最後のレアキャラ登場!                        | 未公表                                             | スギ。                                             |                                                              |
| 25                                                 | 6月27日                                            | 焚火会最後のレアキャラ登場!                        | 未公表                                             | スギ。                                             |                                                              |
| 26                                                 | 7月11日                                            | 熊本のヒロシ山候補地でお試しキャンプ               | 熊本県内某所 ヒロシ山                              | 村田秀亮                                           |                                                              |
| 27                                                 | 8月1日                                             | 熊本のヒロシ山候補地でお試しキャンプ               | 熊本県内某所 ヒロシ山                              | 村田秀亮                                           |                                                              |
| 28                                                 | 8月29日                                            | 新章突入！ ヒロシ村プロジェクト始動‼               | 熊本県内某所 ヒロシ山                              | じゅんいちダビッドソン                             |                                                              |
| 29                                                 | 9月12日                                            | 新章突入！ ヒロシ村プロジェクト始動‼               | 熊本県内某所 ヒロシ山                              | じゅんいちダビッドソン                             |                                                              |
| 30                                                 | 9月26日                                            | 太ちゃんとヒロシ村デイキャンプ                     | 熊本県内某所 ヒロシ山                              | 河本太                                             |                                                              |
| 31                                                 | 10月10日                                           | 太ちゃんとヒロシ村デイキャンプ                     | 熊本県内某所 ヒロシ山                              | 河本太                                             |                                                              |
| 32                                                 | 10月24日                                           | スパローズ・大和と秘密基地で野あそび               | 熊本県内某所 ヒロシ山                              | 大和一孝                                           |                                                              |
| 33                                                 | 11月7日                                            | スパローズ・大和と秘密基地で野あそび               | 熊本県内某所 ヒロシ山                              | 大和一孝                                           |                                                              |
| 34                                                 | 11月21日                                           | 焚き火の極意とエゴサーチ                           | 熊本県内某所 ヒロシ山                              | 阿諏訪泰義                                         |                                                              |
| 35                                                 | 12月5日                                            | 阿諏訪の手作りギア大解剖                           | 熊本県内某所 ヒロシ山                              | 阿諏訪泰義                                         |                                                              |
| 36                                                 | 12月19日                                           | ヒロシと焚火会 遺恨のキャンプ飯                    | 熊本県内某所 ヒロシ山                              | 阿諏訪泰義                                         |                                                              |
| 37                                                 | 2022年 1月9日                                      | お蔵出しスペシャル                                 | −                                                  | 焚火会メンバー（村田秀亮を除く）                   | レギュラー放送や焚火会特番（2021・2022）等の未放映映像を放送 |
| 38                                                 | 1月23日                                            | 野外料理研究家 研究発表してみろや！                | 吉無田高原 緑の村キャンプ場（御船町）              | ベアーズ島田キャンプ                               |                                                              |
| 39                                                 | 2月6日                                             | 野外料理研究家 研究発表してみろや！                | 吉無田高原 緑の村キャンプ場（御船町）              | ベアーズ島田キャンプ                               |                                                              |
| 40                                                 | 2月20日                                            | ギアなし火吹き棒作りとヒロシ西村の即興コント       | 熊本県内某所 ヒロシ山                              | 西村瑞樹                                           |                                                              |
| 41                                                 | 3月6日                                             | バイきんぐ西村のローストビーフ作り                 | 熊本県内某所 ヒロシ山                              | 西村瑞樹                                           |                                                              |
| 42                                                 | 3月20日                                            | エンドレス凧揚げ                                   | 熊本県内某所 ヒロシ山                              | 西村瑞樹                                           |                                                              |

#### シーズン 3
| レギュラー放送・シーズン 3（2022年度版）放送リスト | レギュラー放送・シーズン 3（2022年度版）放送リスト | レギュラー放送・シーズン 3（2022年度版）放送リスト      | レギュラー放送・シーズン 3（2022年度版）放送リスト                                             | レギュラー放送・シーズン 3（2022年度版）放送リスト                                           | レギュラー放送・シーズン 3（2022年度版）放送リスト |
| 放送回数                                           | 放送日                                             | タイトル                                                | ロケ場所                                                                                       | ゲスト                                                                                       | 備考 |
| -------------------------------------------------- | -------------------------------------------------- | ------------------------------------------------------- | ---------------------------------------------------------------------------------------------- | -------------------------------------------------------------------------------------------- | --- |
| 43                                                 | 2022年 4月2日                                      | ヒロシ村秘密基地化計画 初日                             | 熊本県内某所 ヒロシ山                                                                          | 阿諏訪泰義、ベアーズ島田キャンプ                                                             | #43から#50までは、2022年2月中旬に撮影の3泊4日『冬合宿編』として放送。 ※大和一孝は3日目から合流。                                                                                      |
| 44                                                 | 4月9日                                             | ヒロシ村秘密基地化計画 初日                             | 熊本県内某所 ヒロシ山                                                                          | 阿諏訪泰義、ベアーズ島田キャンプ                                                             | #43から#50までは、2022年2月中旬に撮影の3泊4日『冬合宿編』として放送。 ※大和一孝は3日目から合流。                                                                                      |
| 45                                                 | 4月16日                                            | ヒロシ村秘密基地化計画 2日目                            | 熊本県内某所 ヒロシ山                                                                          | 阿諏訪泰義、ベアーズ島田キャンプ                                                             | #43から#50までは、2022年2月中旬に撮影の3泊4日『冬合宿編』として放送。 ※大和一孝は3日目から合流。                                                                                      |
| 46                                                 | 4月23日                                            | ヒロシ村秘密基地化計画 2日目                            | 熊本県内某所 ヒロシ山                                                                          | 阿諏訪泰義、ベアーズ島田キャンプ                                                             | #43から#50までは、2022年2月中旬に撮影の3泊4日『冬合宿編』として放送。 ※大和一孝は3日目から合流。                                                                                      |
| 47                                                 | 4月30日                                            | ヒロシ村秘密基地化計画 2日目                            | 熊本県内某所 ヒロシ山                                                                          | 阿諏訪泰義、ベアーズ島田キャンプ                                                             | #43から#50までは、2022年2月中旬に撮影の3泊4日『冬合宿編』として放送。 ※大和一孝は3日目から合流。                                                                                      |
| 48                                                 | 5月7日                                             | ヒロシ村秘密基地化計画 3日目                            | 熊本県内某所 ヒロシ山                                                                          | 阿諏訪泰義、ベアーズ島田キャンプ、大和一孝                                                   | #43から#50までは、2022年2月中旬に撮影の3泊4日『冬合宿編』として放送。 ※大和一孝は3日目から合流。                                                                                      |
| 49                                                 | 5月14日                                            | ヒロシ村秘密基地化計画 3日目                            | 熊本県内某所 ヒロシ山                                                                          | 阿諏訪泰義、ベアーズ島田キャンプ、大和一孝                                                   | #43から#50までは、2022年2月中旬に撮影の3泊4日『冬合宿編』として放送。 ※大和一孝は3日目から合流。                                                                                      |
| 50                                                 | 5月21日                                            | ヒロシ村秘密基地化計画 4日目（3日目後編を含む）         | 熊本県内某所 ヒロシ山                                                                          | 阿諏訪泰義、ベアーズ島田キャンプ、大和一孝                                                   | #43から#50までは、2022年2月中旬に撮影の3泊4日『冬合宿編』として放送。 ※大和一孝は3日目から合流。                                                                                      |
| 51                                                 | 5月28日                                            | ヒロシ村秘密基地化計画 5日目                            | 熊本県内某所 ヒロシ山                                                                          | 阿諏訪泰義、ベアーズ島田キャンプ、河本太                                                     | #51から#57（前半）までは、2022年4月下旬撮影の2泊3日『春合宿編』として放送。 |
| 52                                                 | 6月4日                                             | ヒロシ村秘密基地化計画 5日目                            | 熊本県内某所 ヒロシ山                                                                          | 阿諏訪泰義、ベアーズ島田キャンプ、河本太                                                     | #51から#57（前半）までは、2022年4月下旬撮影の2泊3日『春合宿編』として放送。 |
| 53                                                 | 6月11日                                            | ヒロシ村秘密基地化計画 6日目                            | 熊本県内某所 ヒロシ山                                                                          | 阿諏訪泰義、ベアーズ島田キャンプ、河本太                                                     | #51から#57（前半）までは、2022年4月下旬撮影の2泊3日『春合宿編』として放送。 |
| 54                                                 | 6月18日                                            | ヒロシ村秘密基地化計画 6日目                            | 熊本県内某所 ヒロシ山                                                                          | 阿諏訪泰義、ベアーズ島田キャンプ、河本太                                                     | #51から#57（前半）までは、2022年4月下旬撮影の2泊3日『春合宿編』として放送。 |
| 55                                                 | 6月25日                                            | ヒロシ村秘密基地化計画 6日目                            | 熊本県内某所 ヒロシ山                                                                          | 阿諏訪泰義、ベアーズ島田キャンプ、河本太                                                     | #51から#57（前半）までは、2022年4月下旬撮影の2泊3日『春合宿編』として放送。 |
| 56                                                 | 7月2日                                             | ヒロシ村秘密基地化計画 7日目                            | 熊本県内某所 ヒロシ山                                                                          | 阿諏訪泰義、ベアーズ島田キャンプ、河本太                                                     | #51から#57（前半）までは、2022年4月下旬撮影の2泊3日『春合宿編』として放送。 |
| 57                                                 | 7月9日                                             | ヒロシ村秘密基地化計画 7日目 / 8日目                    | 熊本県内某所 ヒロシ山                                                                          | 阿諏訪泰義、ベアーズ島田キャンプ（7日目）、河本太（7日目） / じゅんいちダビッドソン（8日目） | 7日目は残りと「春合宿の成果を総まとめ」を放送。 |
| 58                                                 | 7月23日                                            | ヒロシ村秘密基地化計画 8日目                            | 熊本県内某所 ヒロシ山                                                                          | 阿諏訪泰義、じゅんいちダビッドソン                                                           | #57（後半）から#63までは、2022年6月下旬撮影の2泊3日『夏合宿編（第1弾）』として放送。 ※じゅんいちダビッドソンは8日目（1日のみ）の参加。 ※ベアーズ島田キャンプとスギ。は9日目から合流。 |
| 59                                                 | 7月30日                                            | ヒロシ村秘密基地化計画 8日目                            | 熊本県内某所 ヒロシ山                                                                          | 阿諏訪泰義、じゅんいちダビッドソン                                                           | #57（後半）から#63までは、2022年6月下旬撮影の2泊3日『夏合宿編（第1弾）』として放送。 ※じゅんいちダビッドソンは8日目（1日のみ）の参加。 ※ベアーズ島田キャンプとスギ。は9日目から合流。 |
| 60                                                 | 8月13日                                            | ヒロシ村秘密基地化計画 9日目                            | 熊本県内某所 ヒロシ山                                                                          | 阿諏訪泰義、ベアーズ島田キャンプ、スギ。                                                     | #57（後半）から#63までは、2022年6月下旬撮影の2泊3日『夏合宿編（第1弾）』として放送。 ※じゅんいちダビッドソンは8日目（1日のみ）の参加。 ※ベアーズ島田キャンプとスギ。は9日目から合流。 |
| 61                                                 | 8月20日                                            | ヒロシ村秘密基地化計画 9日目                            | 熊本県内某所 ヒロシ山                                                                          | 阿諏訪泰義、ベアーズ島田キャンプ、スギ。                                                     | #57（後半）から#63までは、2022年6月下旬撮影の2泊3日『夏合宿編（第1弾）』として放送。 ※じゅんいちダビッドソンは8日目（1日のみ）の参加。 ※ベアーズ島田キャンプとスギ。は9日目から合流。 |
| 62                                                 | 8月27日                                            | ヒロシ村秘密基地化計画 10日目                           | 熊本県内某所 ヒロシ山                                                                          | 阿諏訪泰義、ベアーズ島田キャンプ、スギ。                                                     | #57（後半）から#63までは、2022年6月下旬撮影の2泊3日『夏合宿編（第1弾）』として放送。 ※じゅんいちダビッドソンは8日目（1日のみ）の参加。 ※ベアーズ島田キャンプとスギ。は9日目から合流。 |
| 63                                                 | 9月3日                                             | ヒロシ村秘密基地化計画 10日目                           | 熊本県内某所 ヒロシ山                                                                          | 阿諏訪泰義、ベアーズ島田キャンプ、スギ。                                                     | #57（後半）から#63までは、2022年6月下旬撮影の2泊3日『夏合宿編（第1弾）』として放送。 ※じゅんいちダビッドソンは8日目（1日のみ）の参加。 ※ベアーズ島田キャンプとスギ。は9日目から合流。 |
| 64                                                 | 9月10日                                            | ヒロシ村秘密基地化計画 11日目                           | 熊本県内某所 ヒロシ山                                                                          | ベアーズ島田キャンプ、河本太、井口浩之                                                       | #64から#70までは、2022年8月下旬撮影の2泊3日『夏合宿編（第2弾）』として放送。 |
| 65                                                 | 9月17日                                            | ヒロシ村秘密基地化計画 11日目                           | 熊本県内某所 ヒロシ山                                                                          | ベアーズ島田キャンプ、河本太、井口浩之                                                       | #64から#70までは、2022年8月下旬撮影の2泊3日『夏合宿編（第2弾）』として放送。 |
| 特番                                               | 9月23日                                            | 焚火会全員集合スペシャル                                |                                                                                                | 焚火会メンバー                                                                               | 地上波放送初、ソロキャンパー集団・焚火会が全員集合した特別番組。 2022年9月23日23時15分 - 翌0時10分（放送時間55分）放送。                                                              |
| 66                                                 | 9月24日                                            | 焚火会全員集合スペシャルアフターパーリー                | 上記特番放送で納まらなかった内容をレギュラー版の時間帯にて放送。                               | 焚火会メンバー                                                                               | |
| 67                                                 | 10月1日                                            | ヒロシ村秘密基地化計画 11日目 / 12日目                  | 熊本県内某所 ヒロシ山                                                                          | ベアーズ島田キャンプ、河本太、井口浩之                                                       | |
| 68                                                 | 10月8日                                            | ヒロシ村秘密基地化計画 12日目                           | 熊本県内某所 ヒロシ山                                                                          | ベアーズ島田キャンプ、河本太、井口浩之                                                       | |
| 69                                                 | 10月15日                                           | ヒロシ村秘密基地化計画 12日目                           | 熊本県内某所 ヒロシ山                                                                          | ベアーズ島田キャンプ、河本太、井口浩之                                                       | |
| 70                                                 | 10月22日                                           | ヒロシ村秘密基地化計画 13日目                           | 熊本県内某所 ヒロシ山                                                                          | ベアーズ島田キャンプ、河本太、井口浩之                                                       | ヒロシ村秘密基地化計画13日目は番組冒頭に放送。 （12日目夜のダイジェストも放送。） |
| 70                                                 | 10月22日                                           | 新章突入！無人島キャンプ 初日                           | 八代共同魚市場前 （八代市）                                                                    | 阿諏訪泰義、西村瑞樹、大和一孝                                                               | #70は八代海（八代港近辺）で「やつしろ舟出浮き」を堪能。 |
| 71                                                 | 10月29日                                           | 新章突入！無人島キャンプ 初日                           | 八代市中島（三ツ島） 北緯32度32分00.0秒 東経130度31分32.9秒 / 北緯32.533333度 東経130.525806度 | 阿諏訪泰義、西村瑞樹、大和一孝                                                               | |
| 72                                                 | 11月5日                                            | 新章突入！無人島キャンプ 2日目                          | 八代市中島（三ツ島） 北緯32度32分00.0秒 東経130度31分32.9秒 / 北緯32.533333度 東経130.525806度 | 阿諏訪泰義、西村瑞樹、大和一孝                                                               | |
| 73                                                 | 11月12日                                           | 新章突入！無人島キャンプ 2日目                          | 八代市中島（三ツ島） 北緯32度32分00.0秒 東経130度31分32.9秒 / 北緯32.533333度 東経130.525806度 | 阿諏訪泰義、西村瑞樹、大和一孝                                                               | |
| 74                                                 | 11月19日                                           | 新章突入！無人島キャンプ 2日目                          | 八代市中島（三ツ島） 北緯32度32分00.0秒 東経130度31分32.9秒 / 北緯32.533333度 東経130.525806度 | 阿諏訪泰義、西村瑞樹、大和一孝                                                               | |
| 75                                                 | 12月3日                                            | 新章突入！無人島キャンプ 最終日                         | 八代市中島（三ツ島） 北緯32度32分00.0秒 東経130度31分32.9秒 / 北緯32.533333度 東経130.525806度 | 阿諏訪泰義、西村瑞樹、大和一孝                                                               | |
| 76                                                 | 12月10日                                           | 秋冬合宿編1日目                                         | 熊本県内某所 ヒロシ山                                                                          | ベアーズ島田キャンプ、じゅんいちダビッドソン                                                 | #76から#80（#78を除く）までは、『秋冬合宿編』として放送。 |
| 77                                                 | 12月17日                                           | 秋冬合宿編1日目                                         | 熊本県内某所 ヒロシ山                                                                          | ベアーズ島田キャンプ、じゅんいちダビッドソン                                                 | #76から#80（#78を除く）までは、『秋冬合宿編』として放送。 |
| 77                                                 | 12月17日                                           | 番組本イベントに潜入                                    | 東京・八重洲ブックセンター                                                                     | ベアーズ島田キャンプ（舩津真弓、竹原克彦、御手洗和彦）                                       | 番組中盤にて2022年11月27日に行われたイベントの模様を放送 |
| 78                                                 | 2023年 1月14日                                     | ヒロシと愉快な仲間たち2023 未公開!名場面集              |                                                                                                | 焚火会メンバー                                                                               | |
| 79                                                 | 1月21日                                            | 秋冬合宿完結編                                          | 熊本県内某所 ヒロシ山                                                                          | ベアーズ島田キャンプ、じゅんいちダビッドソン                                                 | 今回の企画は1泊2日の撮影だったが、2日目は朝から雨天による「まゆたん（竹原D）」のテントが損傷があり撮影終了                                                                            |
| 80                                                 | 1月28日                                            | 秋冬合宿完結編                                          | 熊本県内某所 ヒロシ山                                                                          | ベアーズ島田キャンプ、じゅんいちダビッドソン                                                 | 今回の企画は1泊2日の撮影だったが、2日目は朝から雨天による「まゆたん（竹原D）」のテントが損傷があり撮影終了                                                                            |
| 81                                                 | 2月4日                                             | ヒロシ宅 ガレージキャンプ編                             | 東京都内某所 ヒロシ宅                                                                          | 大和一孝                                                                                     | |
| 82                                                 | 2月11日                                            | ヒロシ宅 ガレージキャンプ編                             | 東京都内某所 ヒロシ宅                                                                          | 大和一孝                                                                                     | |
| 83                                                 | 2月18日                                            | ヒロシ宅 ガレージキャンプ編                             | 東京都内某所 ヒロシ宅                                                                          | 大和一孝                                                                                     | |
| 84                                                 | 2月25日                                            | ヒロシ宅 ガレージキャンプ編                             | 東京都内某所 ヒロシ宅                                                                          | 大和一孝                                                                                     | |
| 85                                                 | 3月4日                                             | 年度末だよ！徹底分析 データで見るひとりキャンプのすすめ | −                                                                                              | 焚火会メンバー                                                                               | #86からのゲスト・スギ。と「ポップアップテント」の設営・収納を実演 |
| 86                                                 | 3月11日                                            | 火をつけろ！愛すべきアラフィフ芸人の集い 1日目          | 熊本県内某所 ヒロシ山                                                                          | スギ。                                                                                       | |
| 87                                                 | 3月18日                                            | 火をつけろ！愛すべきアラフィフ芸人の集い 1日目          | 熊本県内某所 ヒロシ山                                                                          | スギ。                                                                                       | |
| 88                                                 | 3月25日                                            | 火をつけろ！愛すべきアラフィフ芸人の集い 2日目          | 熊本県内某所 ヒロシ山                                                                          | スギ。                                                                                       | |
| 89                                                 | 4月1日                                             | 火をつけろ！愛すべきアラフィフ芸人の集い 2日目          | 熊本県内某所 ヒロシ山                                                                          | スギ。                                                                                       | |

#### シーズン 4
| レギュラー放送・シーズン 4（2023年度版）放送リスト | レギュラー放送・シーズン 4（2023年度版）放送リスト | レギュラー放送・シーズン 4（2023年度版）放送リスト                            | レギュラー放送・シーズン 4（2023年度版）放送リスト          | レギュラー放送・シーズン 4（2023年度版）放送リスト         | レギュラー放送・シーズン 4（2023年度版）放送リスト |
| 放送回数                                           | 放送日                                             | タイトル                                                                      | ロケ場所                                                    | ゲスト                                                     | 備考 |
| -------------------------------------------------- | -------------------------------------------------- | ----------------------------------------------------------------------------- | ----------------------------------------------------------- | ---------------------------------------------------------- | --- |
| 90                                                 | 2023年 4月8日                                      | ＜春キャンプ＞ヒロシ念願のアイテムが番組に登場！ レストア企画始動!            | 熊本県内某所 ヒロシ山                                       | ベアーズ島田キャンプ                                       | #90から不動のプレスカブ50をレストアする企画「カブキャンパーへの道」が始動 |
| 91                                                 | 4月15日                                            | ＜春キャンプ＞ふきのとうを使って春のパスタ作り！                              | 熊本県内某所 ヒロシ山                                       | ベアーズ島田キャンプ                                       | #90から不動のプレスカブ50をレストアする企画「カブキャンパーへの道」が始動 |
| 92                                                 | 4月22日                                            | ＜春キャンプ＞野焼き陶芸リベンジ＆発進！カブキャンパーへの道                  | 熊本県内某所 ヒロシ山                                       | ベアーズ島田キャンプ                                       | #90から不動のプレスカブ50をレストアする企画「カブキャンパーへの道」が始動 |
| 93                                                 | 4月29日                                            | ＜春キャンプ＞ヒロシの粘土が一大事！カブのレストア ガソリンタンク編           | 熊本県内某所 ヒロシ山                                       | ベアーズ島田キャンプ                                       | #90から不動のプレスカブ50をレストアする企画「カブキャンパーへの道」が始動 |
| 94                                                 | 5月6日                                             | M-1王者 ウエストランド河本太とロケットストーブ                                | 熊本県内某所 ヒロシ山                                       | 河本太                                                     | |
| 95                                                 | 5月13日                                            | M-1王者 ウエストランド河本太とピザ窯作り                                      | 熊本県内某所 ヒロシ山                                       | 河本太                                                     | |
| 96                                                 | 5月20日                                            | M-1王者 ウエストランド河本太とたけのこ掘り・ピザ窯の火付け                    | 熊本県内某所 ヒロシ山                                       | 河本太                                                     | |
| 97                                                 | 5月27日                                            | M-1王者 ウエストランド河本太最終回 窯でピザを焼く・ヒロシの焼き物いざ窯入れ   | 熊本県内某所 ヒロシ山                                       | 河本太                                                     | |
| 98                                                 | 6月3日                                             | オープンしたばかりの焚火会メンバー大和の店へ                                  | 東京都内                                                    | ベアーズ島田キャンプ、大和一孝、THE石原（THE石原は#98のみ) | 東京都世田谷区経堂にある大和一孝が経営するアウトドアショップ「MADE IN YAMATO」を訪問。 |
| 99                                                 | 6月10日                                            | ヒロシのバイクレストア企画・大和ガチャプレゼント                              | 東京都内                                                    | ベアーズ島田キャンプ、大和一孝、THE石原（THE石原は#98のみ) | ヒロシのバイクレストア企画は東京都内某所ヒロシ宅ガレージに於けるTOMOSレストアと熊本のヒロシ村に於けるカブキャンパーへの道の続編。大和ガチャプレゼントは先週に引き続き「MADE IN YAMATO」の店内にあるガチャポンを使った視聴者プレゼントを実施。 |
| 100                                                | 6月17日                                            | ヒロシが来ない！番組初の千葉県ロケで緊急事態発生                              | 勝古沢キャンプ場（千葉県長生郡長柄町）                      | ベアーズ島田キャンプ、大和一孝、THE石原（THE石原は#98のみ) | |
| 101                                                | 6月24日                                            | ホットサンドメーカーで料理対決・バイク磨き                                    | 勝古沢キャンプ場（千葉県長生郡長柄町）                      | ベアーズ島田キャンプ、大和一孝、THE石原（THE石原は#98のみ) | |
| −                                                  | 7月1日                                             | アンコール放送 全員集合SP後夜祭 名場面大放出                                  |                                                             | 焚火会メンバー                                             | #66（2022年9月24日放送）「焚火会全員集合スペシャルアフターパーリー」の再放送。 |
| 102                                                | 7月8日                                             | 焚火会にラジコンブーム到来！野ではしゃぐおじさん                              | 熊本県内某所 ヒロシ山                                       | ベアーズ島田キャンプ、西村瑞樹                             | |
| 103                                                | 7月15日                                            | 西村の新ギアとガッツリキャンプ飯                                              | 熊本県内某所 ヒロシ山                                       | ベアーズ島田キャンプ、西村瑞樹                             | |
| 104                                                | 7月29日                                            | 大大大興奮の「ヒロシ村ラジコンカーGP予選会」                                  | 熊本県内某所 ヒロシ山                                       | ベアーズ島田キャンプ、西村瑞樹                             | |
| 105                                                | 8月5日                                             | ラジコンカーGP決勝 / 諦められない三つ巴の戦い                                 | 熊本県内某所 ヒロシ山                                       | ベアーズ島田キャンプ、西村瑞樹                             | |
| 106                                                | 8月5日                                             | 氷と塩で天然クーラー 真夏のテント納涼実験                                     | 熊本県内某所 ヒロシ山                                       | ベアーズ島田キャンプ                                       | #107・#108放送の「ヒロシと島田の熊本ふたり旅」の完全版は、ベアーズ島田キャンプYouTubeチャンネル（2023年9月2日公開「ベアーズ島田の日常」より）にて動画を公開。                                                                                 |
| 107                                                | 8月26日                                            | 入氷の儀 / ヒロシと島田の熊本ふたり旅（前編）                                 | 熊本県内某所 ヒロシ山                                       | ベアーズ島田キャンプ                                       | #107・#108放送の「ヒロシと島田の熊本ふたり旅」の完全版は、ベアーズ島田キャンプYouTubeチャンネル（2023年9月2日公開「ベアーズ島田の日常」より）にて動画を公開。                                                                                 |
| 108                                                | 9月2日                                             | とろサーモン村田の山中華 / ヒロシと島田の熊本ふたり旅（後編）                 | 熊本県内某所 ヒロシ山                                       | ベアーズ島田キャンプ、村田秀亮                             | #107・#108放送の「ヒロシと島田の熊本ふたり旅」の完全版は、ベアーズ島田キャンプYouTubeチャンネル（2023年9月2日公開「ベアーズ島田の日常」より）にて動画を公開。                                                                                 |
| 109                                                | 9月9日                                             | 続・とろサーモン村田の山中華 / ヒロシ村ラジコンカーGPふたたび！               | 熊本県内某所 ヒロシ山                                       | ベアーズ島田キャンプ、村田秀亮                             | #107・#108放送の「ヒロシと島田の熊本ふたり旅」の完全版は、ベアーズ島田キャンプYouTubeチャンネル（2023年9月2日公開「ベアーズ島田の日常」より）にて動画を公開。                                                                                 |
| 110                                                | 9月16日                                            | ヒロシ痛恨！ラジコン連敗 / とろサーモン村田のツッコミ集                       | 熊本県内某所 ヒロシ山                                       | 井口浩之、河本太                                           | |
| 111                                                | 9月23日                                            | ウエストランド登場！井口まゆたん再び・太の登山ギア紹介                        | 熊本県内某所 ヒロシ山                                       | 井口浩之、河本太                                           | |
| −                                                  | 9月30日                                            | ロシのひとりキャンプのすすめ傑作選 正月の焚火会特番再び！未公開カット一挙放送 |                                                             | 焚火会メンバー                                             | #78 （2023年1月14日放送）「ヒロシと愉快な仲間たち2023 未公開!名場面集」の再放送。 |
| 112                                                | 10月7日                                            | ウエストランドとラジコン対決・人気者にあやかる                                | 熊本県内某所 ヒロシ山                                       | 井口浩之、河本太、ワロシ                                   | |
| 113                                                | 10月14日                                           | ウエストランド太ちゃんのおもてなしキャンプ飯・ドッキリ大作戦                  | 熊本県内某所 ヒロシ山                                       | 井口浩之、河本太、ワロシ                                   | #113では河本に収録中ヒロシと入れ替わったワロシ（一般人）に気付けるかのドッキリを慣行。 |
| 114                                                | 10月21日                                           | オカルト業界の使者キックと異世界交流キャンプ                                  | 熊本県内某所 ヒロシ山勝古沢キャンプ場（千葉県長生郡長柄町） | 河本太、ワロシキック                                       | #114では、ヒロシ・河本らにワロシのキャンプギア披露などを行なった。 |
| 115                                                | 10月28日                                           | サイキック芸人・キック 神秘の力で火を起こせるか                               | 勝古沢キャンプ場（千葉県長生郡長柄町）                      | キック                                                     | |
| 116                                                | 11月4日                                            | 宇宙のパワー注入？焼きオクラ・ワサビ寿司回避ダウジング                        | 勝古沢キャンプ場（千葉県長生郡長柄町）                      | キック                                                     | |
| 117                                                | 11月11日                                           | キックが超能力大開放？ダウジングでお宝さがし                                  | 勝古沢キャンプ場（千葉県長生郡長柄町）                      | キック                                                     | |
| 118                                                | 11月18日                                           | キックとパワースポット探訪 / 竹炭作り始まる                                   | 天津神明宮（千葉県鴨川市）熊本県内某所 ヒロシ山             | キック大和一孝                                             | |
| 119                                                | 11月25日                                           | 竹小屋解体計画＆竹炭づくり / 番組ファンから斧届く                             | 熊本県内某所 ヒロシ山                                       | 大和一孝                                                   | |
| 120                                                | 12月2日                                            | 奥深き炭火焼き鳥の世界・圧巻の串盛りSP完成                                    | 熊本県内某所 ヒロシ山                                       | 大和一孝                                                   | |
| 121                                                | 12月9日                                            | ケンカ勃発!?大和一孝とラジコン対決                                            | 熊本県内某所 ヒロシ山                                       | 大和一孝                                                   | |
| 122                                                | 12月16日                                           | ヒロシ&まゆたんが2023年を振り返る                                             |                                                             |                                                            | 2023年2月（#81）から12月（#121)までの総集編とヒロシ＆まゆたんのベスト回を発表 |
| 特番                                               | 2024年 1月2日                                      | ヒロシのひとりキャンプのすすめSP2024                                          |                                                             |                                                            | 詳細は「#ヒロシのひとりキャンプのすすめSP2024」にて |
| 123                                                | 1月13日                                            | ヒロシのひとりキャンプのすすめSP2024 未公開集                                 | 茎崎こもれび六斗の森（茨城県つくば市）                      | ベアーズ島田キャンプ、西村瑞樹、河本太、大和一孝、スギ。   | 焚火会パートから初日のキャンプの未公開場面を放送 |
| 124                                                | 1月27日                                            | 孤高のピン芸人永野登場・毒吐きまくりの本音トーク                              | 熊本県内某所 ヒロシ山                                       | 永野                                                       | |
| 125                                                | 2月3日                                             | 永野とBUCK-TICK談議・マニアック洋楽考察                                       | 熊本県内某所 ヒロシ山                                       | 永野                                                       | |
| 126                                                | 2月10日                                            | 永野興奮の火起こし体験・鋭いキャンプブーム考察                                | 熊本県内某所 ヒロシ山                                       | 永野                                                       | |
| 127                                                | 2月17日                                            | 永野と喋り倒す毒舌の30分・芸能界の裏話を語る                                  | 熊本県内某所 ヒロシ山                                       | 永野                                                       | |
| 128                                                | 2月24日                                            | チックショー！コウメ太夫 野にあらわる                                         | 熊本県内某所 ヒロシ山                                       | コウメ太夫                                                 | |
| 129                                                | 3月2日                                             | 炎と煙に悪戦苦闘！コウメ太夫の迷走クッキング                                  | 熊本県内某所 ヒロシ山                                       | コウメ太夫                                                 | |
| 130                                                | 3月9日                                             | コウメ太夫のチクショーワンデー・梅沢富美男劇団                                | 熊本県内某所 ヒロシ山                                       | コウメ太夫                                                 | |
| 131                                                | 3月16日                                            | 摩訶不思議キャンプ完結＆ヒロシが現在地を語る！                                | 熊本県内某所 ヒロシ山                                       | コウメ太夫                                                 | |
| 132                                                | 3月23日                                            | 俺の焚き火選手権・心も爆ぜる色気ある炎を求めて                                | 熊本県内某所 ヒロシ山                                       | −                                                          | 番組冒頭にて2024年3月16日・17日開催の「KAB駅前フェスタ」および番組イベントの模様を放送 |

#### シーズン 5
| レギュラー放送・シーズン 5（2024年度版）放送リスト | レギュラー放送・シーズン 5（2024年度版）放送リスト | レギュラー放送・シーズン 5（2024年度版）放送リスト                   | レギュラー放送・シーズン 5（2024年度版）放送リスト | レギュラー放送・シーズン 5（2024年度版）放送リスト | レギュラー放送・シーズン 5（2024年度版）放送リスト |
| 放送回数                                           | 放送日                                             | タイトル                                                             | ロケ場所 | ゲスト | 備考 |
| -------------------------------------------------- | -------------------------------------------------- | -------------------------------------------------------------------- | --- | --- | --- |
| 133                                                | 2024年 4月5日                                      | 俺の焚き火選手権後編・新発見！炙り寿司の世界                         | 熊本県内某所 ヒロシ山 | − | |
| 134                                                | 4月12日                                            | 春の宴お花見キャンプ・サイキックパワー大解放                         | 熊本県内某所 ヒロシ山 | ベアーズ島田キャンプ、じゅんいちダビッドソン、キック | #134では、撮影前日行われた2024年3月17日開催した番組イベントの模様を放送 |
| 135                                                | 4月19日                                            | キックの第6感発動？新技「変顔ダウジング」                            | 熊本県内某所 ヒロシ山 | ベアーズ島田キャンプ、じゅんいちダビッドソン、キック | #134では、撮影前日行われた2024年3月17日開催した番組イベントの模様を放送 |
| 136                                                | 4月26日                                            | 思ってたんと違う？「俺の焚き火選手権」始まる                         | 熊本県内某所 ヒロシ山 | ベアーズ島田キャンプ、じゅんいちダビッドソン、キック | #134では、撮影前日行われた2024年3月17日開催した番組イベントの模様を放送 |
| 137                                                | 5月3日                                             | 不動明王出現なるか？決着！俺の焚き火選手権                           | 熊本県内某所 ヒロシ山 | ベアーズ島田キャンプ、じゅんいちダビッドソン、キック | #134では、撮影前日行われた2024年3月17日開催した番組イベントの模様を放送 |
| 138                                                | 5月10日                                            | アラフィフ芸人スギ。の新作ヘルシーキャンプ飯                         | 熊本県内某所 ヒロシ山 | スギ。 | |
| 139                                                | 5月17日                                            | 雨夜のヒロシ村照らす・脱線コンビの竹灯籠づくり                       | 熊本県内某所 ヒロシ山 | スギ。 | |
| 140                                                | 5月24日                                            | 俺の焚き火選手権・ヒロシのラジコンお庭探訪                           | 熊本県内某所 ヒロシ山 | スギ。 | |
| 141                                                | 6月7日                                             | アートの域に到達？野に映える焚き火爆誕                               | 熊本県内某所 ヒロシ山 | スギ。 | |
| 142                                                | 6月14日                                            | 近況報告脱線トーク・オープニングで90分                               | 熊本県内某所 ヒロシ山 | 西村瑞樹、大和一孝 | |
| 143                                                | 6月21日                                            | 三つ巴の映え料理対決・西村の豚肉パイナポー                           | 熊本県内某所 ヒロシ山 | 西村瑞樹、大和一孝 | |
| 144                                                | 6月28日                                            | 決着！映え料理選手権・不毛な戦いに終止符                             | 熊本県内某所 ヒロシ山 | 西村瑞樹、大和一孝 | |
| 145                                                | 7月5日                                             | 映え料理試食会・本気モード突入！俺の焚き火選手権                     | 熊本県内某所 ヒロシ山 | 西村瑞樹、大和一孝 | |
| 146                                                | 7月12日                                            | 俺の焚き火選手権第4戦 完全決着                                       | 熊本県内某所 ヒロシ山 | 西村瑞樹、大和一孝 | |
| 147                                                | 7月19日                                            | 太とキックの納屋キャンプ・真夏のダメ出し怪談                         | 熊本県内某所 ヒロシ山 | 河本太、キック | |
| 148                                                | 7月26日                                            | 真夏の怪談リベンジ・キックの奥義を太に伝授                           | 熊本県内某所 ヒロシ山 | 河本太、キック | |
| 149                                                | 8月2日                                             | 激マズ寿司回避ダウジング・サイキックVS太の第6感                      | 熊本県内某所 ヒロシ山 | 河本太、キック | |
| 150                                                | 8月9日                                             | キック&太サイキック反省会・涙腺崩壊アニソンランキング                | 熊本県内某所 ヒロシ山 | 河本太、キック | |
| 151                                                | 8月16日                                            | バイク旅in南阿蘇・ヒロシ念願の企画が実現                             | 阿蘇郡南阿蘇村 | ベアーズ島田キャンプ、村田秀亮 | |
| 152                                                | 8月23日                                            | バイク旅in南阿蘇後編・まゆたんのアナグマ日記                         | 阿蘇郡南阿蘇村・高森町 | ベアーズ島田キャンプ、村田秀亮 | |
| 153                                                | 9月6日                                             | とろサーモン村田の渋カッコイイ厳選ギア！                             | ネコックスキャンプ場（阿蘇郡高森町） | ベアーズ島田キャンプ、村田秀亮 | |
| 154                                                | 9月13日                                            | 決着！ 俺の焚き火選手権                                              | ネコックスキャンプ場（阿蘇郡高森町） | ベアーズ島田キャンプ、村田秀亮 | |
| 155                                                | 9月20日                                            | 熊本県民に愛されたい・ヒロシ＆まゆたん戦略会議                       | 熊本県内某所 ヒロシ山 | | |
| 156                                                | 9月27日                                            | レぺゼン熊本PR大作戦・ヒロシ愛用！不変の一軍ギア                     | 熊本県内某所 ヒロシ山 | | |
| 157                                                | 10月4日                                            | 人気番組に憧れて…禁断のオマージュ企画                                | 熊本県内某所 ヒロシ山 | | |
| 158                                                | 10月11日                                           | 出没！ジャクソン太夫・井口浩之の毒舌ツッコミ                         | 熊本県内某所 ヒロシ山 | コウメ太夫、井口浩之 | |
| 159                                                | 10月18日                                           | 謎を呼ぶコウメ日記新作祭り・コウメの親友どっち？                     | 熊本県内某所 ヒロシ山 | コウメ太夫、井口浩之 | |
| 160                                                | 10月24日                                           | 井口浩之VSコウメ太夫・独特すぎる焚き火対決                           | 熊本県内某所 ヒロシ山 | コウメ太夫、井口浩之 | |
| 161                                                | 11月1日                                            | ネガティブ&毒舌・ヒロシと井口のサシトーク                            | 熊本県内某所 ヒロシ山 | 井口浩之 | |
| 162                                                | 11月15日                                           | ヒロシ&スギ。&島田 陽気なおじさんの集い                              | 熊本県内某所 ヒロシ山 | ベアーズ島田キャンプ、スギ。 | |
| 162                                                | 11月22日                                           | スギ。のスウェーデントーチ着火奮闘記                                 | 熊本県内某所 ヒロシ山 | ベアーズ島田キャンプ、スギ。 | |
| 163                                                | 11月30日                                           | ヒロシ・スギ。・島キャンのアラフィフ３人で競う「ヘルシーキャンプ飯」 | 熊本県内某所 ヒロシ山 | ベアーズ島田キャンプ、スギ。 | |
| 164                                                | 12月6日                                            | カオスの中のヘルシーキャンプ飯対決に終止符                           | 熊本県内某所 ヒロシ山 | ベアーズ島田キャンプ、スギ。 | |
| 165                                                | 12月13日                                           | 自由気ままなバイク旅in熊本県北                                       | 熊本市北区 | 大和一孝、じゅんいちダビッドソン | バイク旅1週目は植木町のバイクショップでバイクをレンタルして同町内の史跡・田原坂まで |
| -                                                  | 2025年 1月1日                                      | 朝までヒロシのひとりキャンプのすすめ                                 | 2020年のレギュラー放送開始から人気回を厳選、全８話を一挙公開。 ①「ガチキャンVSヘタキャン」（2020年4月・5月放送分、ゲスト：じゅんいちダビットソン） ②「おっさんたちの友情キャンプ」（2020年6月・7月・8月放送分、ゲスト、西村瑞樹） ③「一番大事な友とのキャンプ」（2020年12月・2021年1月放送分、ゲスト：大和一孝） ④「野外料理研究家をイジるキャンプ」（2021年2月放送分、ゲスト：ベアーズ島田キャンプ） ⑤「じゅんダビVSキック『俺の焚き火選手権』始まる！」（2024年4月25日放送分、ゲスト：ベアーズ島田キャンプ、じゅんいちダビッドソン、キック） ⑥「超クセつよ『俺の焚き火選手権』決着！ナナメ上の結末」（2024年5月2日放送分、ゲスト：ベアーズ島田キャンプ、じゅんいちダビッドソン、キック） ⑦「ヒロシ＆西村＆大和 三つ巴映えキャンプ飯選手権」（2024年6月20日放送分、ゲスト：西村瑞樹、大和一孝） ⑧「映えキャンプ飯選手戦決着！不毛な戦いに終止符」（2024年6月27日放送分、ゲスト：西村瑞樹、大和一孝） | 2020年のレギュラー放送開始から人気回を厳選、全８話を一挙公開。 ①「ガチキャンVSヘタキャン」（2020年4月・5月放送分、ゲスト：じゅんいちダビットソン） ②「おっさんたちの友情キャンプ」（2020年6月・7月・8月放送分、ゲスト、西村瑞樹） ③「一番大事な友とのキャンプ」（2020年12月・2021年1月放送分、ゲスト：大和一孝） ④「野外料理研究家をイジるキャンプ」（2021年2月放送分、ゲスト：ベアーズ島田キャンプ） ⑤「じゅんダビVSキック『俺の焚き火選手権』始まる！」（2024年4月25日放送分、ゲスト：ベアーズ島田キャンプ、じゅんいちダビッドソン、キック） ⑥「超クセつよ『俺の焚き火選手権』決着！ナナメ上の結末」（2024年5月2日放送分、ゲスト：ベアーズ島田キャンプ、じゅんいちダビッドソン、キック） ⑦「ヒロシ＆西村＆大和 三つ巴映えキャンプ飯選手権」（2024年6月20日放送分、ゲスト：西村瑞樹、大和一孝） ⑧「映えキャンプ飯選手戦決着！不毛な戦いに終止符」（2024年6月27日放送分、ゲスト：西村瑞樹、大和一孝） | 2020年のレギュラー放送開始から人気回を厳選、全８話を一挙公開。 ①「ガチキャンVSヘタキャン」（2020年4月・5月放送分、ゲスト：じゅんいちダビットソン） ②「おっさんたちの友情キャンプ」（2020年6月・7月・8月放送分、ゲスト、西村瑞樹） ③「一番大事な友とのキャンプ」（2020年12月・2021年1月放送分、ゲスト：大和一孝） ④「野外料理研究家をイジるキャンプ」（2021年2月放送分、ゲスト：ベアーズ島田キャンプ） ⑤「じゅんダビVSキック『俺の焚き火選手権』始まる！」（2024年4月25日放送分、ゲスト：ベアーズ島田キャンプ、じゅんいちダビッドソン、キック） ⑥「超クセつよ『俺の焚き火選手権』決着！ナナメ上の結末」（2024年5月2日放送分、ゲスト：ベアーズ島田キャンプ、じゅんいちダビッドソン、キック） ⑦「ヒロシ＆西村＆大和 三つ巴映えキャンプ飯選手権」（2024年6月20日放送分、ゲスト：西村瑞樹、大和一孝） ⑧「映えキャンプ飯選手戦決着！不毛な戦いに終止符」（2024年6月27日放送分、ゲスト：西村瑞樹、大和一孝） |
| 特番                                               | 1月2日                                             | ヒロシのひとりキャンプのすすめSP2025 in 台湾                         | | ベアーズ島田キャンプ、西村瑞樹、大和一孝、じゅんいちダビッドソン | 詳細は「#ヒロシのひとりキャンプのすすめSP2025 in 台湾」にて |
| 166                                                | 1月17日                                            | 台湾SP未公開シーン大放出                                             | | ベアーズ島田キャンプ、西村瑞樹、大和一孝、じゅんいちダビッドソン | 上記の新春特番の未公開場面を放送 |
| 167                                                | 1月24日                                            | さすらおう♪熊本県北バイク旅                                          | 熊本市北区・玉名市 | 大和一孝、じゅんいちダビッドソン | バイク旅2週目、田原坂公園を散策後、玉名市の立願寺温泉経て小岱山方面に移動 |
| 168                                                | 1月31日                                            | 続・バイク旅in熊本県北・小岱山で焚火会                               | 小岱山ふるさと自然公園丸山キャンプ場（玉名市） | 大和一孝、じゅんいちダビッドソン | バイク旅3週目、玉名広域農道から小岱山のキャンプ場へ移動 |
| 169                                                | 2月7日                                             | 続・バイク旅in熊本県北・コンビニ食材でキャンプ                       | 小岱山ふるさと自然公園丸山キャンプ場（玉名市） | 大和一孝、じゅんいちダビッドソン | |
| 170                                                | 2月14日                                            | ふもとっぱらキャンプ場で俺のキャンプサイト選手権                     | ふもとっぱらキャンプ場（静岡県富士宮市） | 河本太、スギ。 | |
| 171                                                | 2月21日                                            | 映画のワンシーン！俺のキャンプサイト選手権                           | ふもとっぱらキャンプ場（静岡県富士宮市） | 河本太、スギ。 | |
| 172                                                | 2月28日                                            | 俺の焚き火選手権 視聴者大会 直火部門優勝者発表                       | 熊本県内某所 ヒロシ山 | ベアーズ島田キャンプ | #172・#173は、2024年の年末まで視聴者に募集していた「俺の焚き火選手権」の両部門上位作品を審査 |
| 173                                                | 3月7日                                             | 俺の焚き火選手権 焚き火台部門の優勝者は？                            | 熊本県内某所 ヒロシ山 | ベアーズ島田キャンプ | #172・#173は、2024年の年末まで視聴者に募集していた「俺の焚き火選手権」の両部門上位作品を審査 |
| 173                                                | 3月7日                                             | スギ。のキャンプ飯inふもとっぱら                                     | ふもとっぱらキャンプ場（静岡県富士宮市） | 河本太、スギ。 | |
| 174                                                | 3月14日                                            | ふもっとっぱら最終章！喫茶スギ。ナポリタン最適解                     | ふもとっぱらキャンプ場（静岡県富士宮市） | 河本太、スギ。 | |

#### シーズン 6
| レギュラー放送・シーズン 6（2025年度版）放送リスト | レギュラー放送・シーズン 6（2025年度版）放送リスト | レギュラー放送・シーズン 6（2025年度版）放送リスト | レギュラー放送・シーズン 6（2025年度版）放送リスト | レギュラー放送・シーズン 6（2025年度版）放送リスト               | レギュラー放送・シーズン 6（2025年度版）放送リスト |
| 放送回数                                           | 放送日                                             | タイトル                                           | ロケ場所                                           | ゲスト                                                           | 備考 |
| -------------------------------------------------- | -------------------------------------------------- | -------------------------------------------------- | -------------------------------------------------- | ---------------------------------------------------------------- | --- |
| 175                                                | 2025年 4月4日                                      | ヒロシ×島田×ゆるゆるキャンプ                       | 熊本県内某所 ヒロシ山                              | ベアーズ島田キャンプ                                             | |
| 176                                                | 4月11日                                            | 島キャン新作焼きおにぎりで地のものおじさん爆誕     | 熊本県内某所 ヒロシ山                              | ベアーズ島田キャンプ                                             | |
| 特番                                               | 4月16日                                            | ヒロシと愉快な仲間たち ザ・ゴールデン in 台湾      |                                                    | ベアーズ島田キャンプ、西村瑞樹、大和一孝、じゅんいちダビッドソン | 2025年新春特番で放送した「#ヒロシのひとりキャンプのすすめSP2025 in 台湾」ロケの休息時間等ではしゃぐ出演者たちの様子等を放映。                              |
| 177                                                | 4月18日                                            | 熊本のブランド牛をかけた白熱の釘打ち対決           | 熊本県内某所 ヒロシ山                              | ベアーズ島田キャンプ                                             | |
| 178                                                | 4月25日                                            | 新たな相棒との出会い～リサイクルショップ探訪～     | 菊池郡大津町                                       | ベアーズ島田キャンプ 、西村瑞樹                                  | #178から4週分は、撮影当日に荒天のためヒロシ山敷地内の納屋で「納屋キャンプ」を行う。 #178では撮影で使用するアイテムを大津町のリサイクルショップに行き購入。 |
| 179                                                | 5月2日                                             | 七輪で納屋キャンプ～新ギア｢バカ扇｣大活躍～         | 熊本県内某所 ヒロシ山                              | ベアーズ島田キャンプ 、西村瑞樹                                  | #178から4週分は、撮影当日に荒天のためヒロシ山敷地内の納屋で「納屋キャンプ」を行う。 #178では撮影で使用するアイテムを大津町のリサイクルショップに行き購入。 |
| 180                                                | 5月16日                                            | 島キャン新作サムギョプサル・大地のパワー論争       | 熊本県内某所 ヒロシ山                              | ベアーズ島田キャンプ 、西村瑞樹                                  | #178から4週分は、撮影当日に荒天のためヒロシ山敷地内の納屋で「納屋キャンプ」を行う。 #178では撮影で使用するアイテムを大津町のリサイクルショップに行き購入。 |
| 181                                                | 5月23日                                            | 西村作イチゴのしぐれ煮＆ヒロシ村歌謡祭2            | 熊本県内某所 ヒロシ山                              | ベアーズ島田キャンプ 、西村瑞樹                                  | #178から4週分は、撮影当日に荒天のためヒロシ山敷地内の納屋で「納屋キャンプ」を行う。 #178では撮影で使用するアイテムを大津町のリサイクルショップに行き購入。 |
| 182                                                | 5月30日                                            | 盟友パラシュート部隊矢野ペペとキャンプ             | 熊本県内某所 ヒロシ山                              | 矢野ぺぺ                                                         | |
| 183                                                | 6月6日                                             | ヒロシの焚き火講座～矢野ペペに聞く番組生存戦略～   | 熊本県内某所 ヒロシ山                              | 矢野ぺぺ                                                         | |
| 184                                                | 6月13日                                            | 続々出てくる最低伝説・同居時代の暴露話             | 熊本県内某所 ヒロシ山                              | 矢野ぺぺ                                                         | |
| 185                                                | 6月20日                                            | 芸人人生の転機～矢野ペペ福岡進出裏話～             | 熊本県内某所 ヒロシ山                              | 矢野ぺぺ                                                         | |
| 186                                                | 6月27日                                            | とろサーモン村田秀亮と自由気ままなバイク旅         | 熊本空港そらよかビジターセンター（上益城郡益城町） | 村田秀亮                                                         | 第1週は空港施設のレンタルバイクを借り阿蘇南部広域農道（グリーンロード南阿蘇）へ向けてツーリング                                                            |
| 187                                                | 7月4日                                             | とろサーモン村田秀亮と動物ふれあい旅               | らくのうマザーズ阿蘇ミルク牧場（阿蘇郡西原村）     | 村田秀亮                                                         | 第2週は阿蘇ミルク牧場で動物触れ合って観光する。 |
| 188                                                | 7月11日                                            | とろサーモン村田秀亮と滝ツーリング                 | 阿蘇キャンプ Palm Park Adagio（阿蘇郡西原村）      | 村田秀亮                                                         | 第3週は阿蘇ミルク牧場の施設内で買い物したのち移動、白糸の滝を経て目的のキャンプ場に到着。                                                                  |
| 189                                                | 7月18日                                            | 西原村バイク旅完結編 串焼きプチパーティー          | 阿蘇キャンプ Palm Park Adagio（阿蘇郡西原村）      | 村田秀亮                                                         | 第4週はキャンプ場で阿蘇ミルク牧場で購入した食材を調理＆焚火会などの近況報告。                                                                              |
| 190                                                | 8月1日                                             | 芸人キックと東京探訪 ヒロシの古着店へ              | 古着屋ミライ堂（東京都中野区）                     | キック                                                           | |
| 191                                                | 8月8日                                             | キックがグッズ持ち込み、セールス対決               | 古着屋ミライ堂（東京都中野区）                     | キック                                                           | |
| 192                                                | 8月15日                                            | 商魂たくましい経営手腕・大和のアウトドアショップ   | MADE IN YAMATO（東京都世田谷区）                   | 大和一孝、キック                                                 | |
| 193                                                | 8月22日                                            | 東京探訪 最終話（仮題）                            | MADE IN YAMATO（東京都世田谷区）                   | 大和一孝、キック                                                 | |

## スタッフ
- イラスト：ゴトウマサフミ
- 企画：ヒロシ・コーポレーション
- 編成：和田有希
- 広報：黒木沙彩[34]、星原竜貴、船越駿雄、中島麗香、伊勢康之、元村優吾
- カメラ：御手洗和彦、野中拓也、月岡鷹斗、岩戸雄一郎、岩永雅人、坂本博則、久保田晃司
- 音声：有働浩志、久保田晃司、野村勇誠、坂本透清
- 編集：江藤亮一
- ディレクター：竹原克彦、坂本晴菜[35]、田村彩乃
- プロデューサー：永島達也
- 総合統括：冨奥靖広、筒井孝彦
- 楽曲協力：東田トモヒロ、The Roasters Storks
- 制作協力：AREA
- 制作著作：熊本朝日放送

## 放送時間

### 本放送
| 放送期間         | 放送日時                     | 放送局                    | 放送対象地域                     | 備考 |
| ---------------- | ---------------------------- | ------------------------- | -------------------------------- | --- |
| 2020年4月19日 -  | 金曜（木曜深夜） 0:15 - 0:45 | 熊本朝日放送 （KAB）      | 熊本県                           | 制作局 過去の放送時間帯については基礎情報を参照 |
| 2020年12月30日 - | 火曜（月曜深夜） 0:50 - 1:20 | 九州朝日放送（KBCテレビ） | 福岡県・佐賀県                   | レギュラー放送版#1から不定期で放送していた、2023年10月1日より時間帯固定（日曜朝、10:20 - 10:50）のレギュラー放送を#75（新章突入!無人島キャンプ 最終日）から開始。2024年10月から現在の放送時間帯となる。 |
| 2022年6月2日 -   | 日曜 20:00 - 20:30           | J:COMテレビ（J:テレ）     | 日本全域 （J:COM視聴エリアのみ） | レギュラー放送版#1から放送開始 リピート放送 木曜 21:00 - 21:30などで放送 |
| 2024年1月14日 -  | 水曜（火曜深夜） 1:10 - 1:40 | 山口朝日放送（yab）       | 山口県                           | レギュラー放送版#43（シーズン3）「ヒロシ村秘密基地化計画 初日」から放送開始。2024年1月の放送開始から同年10月27日（26日深夜）まで「日曜（土曜深夜）0:30 - 1:00」の時間帯で、同月29日（28日深夜）から2025年3月25日（24日深夜）までは「火曜（月曜深夜）0:50 - 1:20」で放送。翌月4月2日（1日深夜）から現在の時間帯に変更。 |
| 2025年4月3日 -   | 木曜 23:30 - 翌0:00          | テレビ埼玉（TVS）         | 埼玉県                           | レギュラー放送版#91（シーズン4）「＜春キャンプ＞ふきのとうを使って春のパスタ作り！」から放送開始。 |
| 2025年7月7日 -   | 月曜 21:00 - 21:30           | テレビ神奈川（tvk）       | 神奈川県                         | 2025年7月7日放送からレギュラー放送版#142（シーズン5）「近況報告脱線トーク・オープニングで90分」から開始。 |

#### 不定期放送実施局
- 琉球朝日放送（QAB）

2020年12月28日の開始当初（レギュラー放送版#1から）から不定期放送。
- 大分朝日放送（OAB）

2021年10月9日 - 2022年3月19日（レギュラー放送版#1から）#23まで）、毎週土曜の朝（6:45 - 7:15）に放送。2022年7月23日から不定期に放送実施。

#### 過去放送実施局
- 朝日放送テレビ（ABCテレビ）

2021年5月28日 - 2021年7月2日（金曜（木曜深夜）1:38 - 2:15）、レギュラー放送版#3から#8まで放送。
- 秋田朝日放送（AAB）

2022年9月10日 - 2024年4月5日(金曜（木曜深夜）0:50 - 1:20)、レギュラー放送版#9から放送開始。2024年4月5日にレギュラー放送版#104（シーズン4）を以って打ち切り。

#### 単発放送実施局
- 瀬戸内海放送（KSB）[47]
- 静岡朝日テレビ（SATV）[48]
- 東日本放送（khb） - 2023年1月3日(2日深夜) 、特番「焚火会全員集合スペシャル」を放送[49]。

#### 再放送
- 熊本朝日放送で2021年度は隔週水曜（本放送が放映する週の火曜深夜） 0:15 - 0:45に放送していた。2022年度は、同年6年11日から9月24日までの毎週土曜10:15 - 10:50に放送していた。（2023年度現在、再放送は日中の定期番組休止時やスポーツ中継後の穴埋め番組で放送する場合もある。）
- J:COMテレビ（J:テレ）でも2022年7月3日より、毎週日曜14時00分 - 14時30分の時間帯にレギュラー放送の「#1・ガチキャン VSヘタキャン（前編）」からリピート放送開始。

### 動画配信
- 下記の動画配信サイトで最新回を期間限定で配信

TVer - ヒロシのひとりキャンプのすすめ | TVer
テレ朝動画 - 【熊本朝日】ヒロシのひとりキャンプのすすめ｜テレ朝動画
AbemaVIDEO - 【熊本朝日】ヒロシのひとりキャンプのすすめ (バラエティ) | 無料動画・見逃し配信を見るなら | ABEMA
過去配信
GYAO! - 2023年3月31日まで配信、同社のサービス終了のため番組配信を終了。

#### 過去放送配信
- KAB公式YouTubeにて過去の放送（｢5ch版｣および｢レギュラー版｣）が視聴できる。

ヒロシのひとりキャンプのすすめ - 5ch版（第1シーズン）
ヒロシのひとりキャンプのすすめ - 2020年度版（第2シーズン）
ヒロシのひとりキャンプのすすめ - 2021年度版（第3シーズン）
ヒロシのひとりキャンプのすすめ - 2022年度版（第4シーズン）
- レギュラー放送版「ヒロシのひとりキャンプのすすめ」を下記のサイトで配信、YouTubeのKAB公式版と違いアニソン等のミニコーナーも配信。

アマゾンプライム - 2020年度版  （2022年9月6日より開始。）
hulu - 2020年度版
U-NEXT - 2020年度版、2021年度版

## 特別番組

### ヒロシと愉快な仲間たち

#### 概要
- 5ch（ファイブチャンネル）放送時代の2019年、「大好きな焚火会のみんなと、大好きなふるさと・熊本でキャンプがしたい」とヒロシの熱い思いをきっかけにヒロシをメインにソロキャンプグループ「焚火会」のメンバーが熊本に集結し、「極寒の阿蘇」で心温まるソロキャンプの一夜を楽しむ。メンバーそれぞれのキャンプスタイルや、自慢のギア、こだわりのキャンプ飯などを紹介。焚火を囲みながらソロキャンプの魅力や楽しみ方などの思いを語る「焚火会」ならではの特別番組。

#### 放送内容
| 焚火会 特番タイトル                             | 放送日及び 放送時間         | メインキャンプ場                                          | 出演者 | 備考                                                                                  |
| ----------------------------------------------- | --------------------------- | --------------------------------------------------------- | --- | ------------------------------------------------------------------------------------- |
| ヒロシと愉快な仲間たち ～焚火会inくまもと～     | 2020年1月2日 23:40 - 翌0:40 | 阿蘇瀬の本高原 茶屋の原キャンプ場（南小国町）             | ヒロシ、阿諏訪泰義、ベアーズ島田キャンプ、西村瑞樹、河本太、大和一孝、じゅんいちダビッドソン                   |                                                                                       |
| ヒロシと愉快な仲間たち2021 ～焚火会inくまもと～ | 2021年1月3日 23:25 - 翌0:25 | 阿蘇瀬の本高原 茶屋の原キャンプ場（南小国町）             | ヒロシ、阿諏訪泰義、ベアーズ島田キャンプ、西村瑞樹、河本太、大和一孝、じゅんいちダビッドソン                   | ※じゅんいちダビッドソンはテレビ通話のみ出演                                           |
| ヒロシと愉快な仲間たち2022 ～焚火会inくまもと～ | 2022年1月2日 23:35 - 翌0:30 | 阿蘇レインボーバレー 虹の谷キャンプ場（小国町）           | ヒロシ、阿諏訪泰義、ベアーズ島田キャンプ、西村瑞樹、河本太、大和一孝、じゅんいちダビッドソン、スギ。           | 制作局のみ番宣番組「もうすぐ!焚火会inくまもと」（2022年1月2日 23:00 - 23:05）を放送。 |
| ヒロシと愉快な仲間たち2023 ～焚火会inくまもと～ | 2023年1月2日 23:05 - 翌0:00 | 蔵迫温泉さくら 貸しコテージ＆オートキャンプ場（南小国町） | ヒロシ、阿諏訪泰義、ベアーズ島田キャンプ、西村瑞樹、河本太、大和一孝、じゅんいちダビッドソン、村田秀亮、スギ。 | 制作局のみ番宣番組「もうすぐ!焚火会inくまもと」（2023年1月2日 23:00 - 23:05）を放送。 |

#### 特番放映局

##### 2020年版
| 放送日                    | 放送時間       | 放送局                      | 放送対象地域   | 備考   |
| ------------------------- | -------------- | --------------------------- | -------------- | ------ |
| 2020年1月2日              | 23:40 - 翌0:40 | 熊本朝日放送（KAB）         | 熊本県         | 制作局 |
| 2020年1月3日（2日深夜）   | 2:15 - 3:15    | 琉球朝日放送（QAB）         | 沖縄県         |        |
| 2020年1月5日              | 7:30 - 8:30    | 九州朝日放送（KBCテレビ）   | 福岡県・佐賀県 |        |
| 2020年1月6日（5日深夜）   | 1:30 - 2:30    | 山口朝日放送（yab）         | 山口県         |        |
| 2020年1月17日             | 23:45 - 翌0:45 | 大分朝日放送（OAB）         | 大分県         |        |
| 2020年2月22日（21日深夜） | 1:34 - 2:34    | 朝日放送テレビ（ABCテレビ） | 関西広域圏     |        |
| 2020年3月10日（9日深夜）  | 1:40 - 2:40    | 青森朝日放送（ABA）         | 青森県         |        |
| 2020年4月12日（11日深夜） | 0:35 - 1:35    | 愛媛朝日テレビ（eat）       | 愛媛県         |        |
| 2021年1月2日（1日深夜）   | 2:20 - 3:20    | 鹿児島放送（KKB）           | 鹿児島県       |        |
| 2021年1月5日（4日深夜）   | 0:50 - 1:50    | 新潟テレビ21（UX）          | 新潟県         |        |

##### 2021年版
| 放送日                    | 放送時間       | 放送局                      | 放送対象地域   | 備考   |
| ------------------------- | -------------- | --------------------------- | -------------- | ------ |
| 2021年1月3日              | 23:25 - 翌0:25 | 熊本朝日放送（KAB）         | 熊本県         | 制作局 |
| 2021年1月4日（3日深夜）   | 1:55 - 2:55    | 朝日放送テレビ（ABCテレビ） | 関西広域圏     |        |
| 2021年1月5日（4日深夜）   | 0:45 - 1:45    | 山口朝日放送（yab）         | 山口県         |        |
| 2021年1月5日（4日深夜）   | 0:56 - 1:56    | 東日本放送（KHB）           | 宮城県         |        |
| 2021年1月5日（4日深夜）   | 1:30 - 2:30    | 北陸朝日放送（HAB）         | 石川県         |        |
| 2021年1月10日（9日深夜）  | 0:00 - 1:00    | 長崎文化放送（ncc）         | 長崎県         |        |
| 2021年1月10日             | 10:30 - 11:30  | 北海道テレビ放送（HTB）     | 北海道         |        |
| 2021年1月12日（11日深夜） | 0:55 - 1:55    | 広島ホームテレビ（HOME）    | 広島県         |        |
| 2021年1月30日             | 14:30 - 15:30  | 秋田朝日放送（AAB）         | 秋田県         |        |
| 2021年2月7日              | 10:25 - 11:25  | 九州朝日放送（KBCテレビ）   | 福岡県・佐賀県 |        |
| 2021年2月23日（22日深夜） | 0:15 - 1:15    | 新潟テレビ21（UX）          | 新潟県         |        |

##### 2022年版
| 放送日                     | 放送時間       | 放送局                    | 放送対象地域   | 備考   |
| -------------------------- | -------------- | ------------------------- | -------------- | ------ |
| 2022年1月2日               | 23:35 - 翌0:30 | 熊本朝日放送（KAB）       | 熊本県         | 制作局 |
| 2022年1月3日（2日深夜）    | 2:35 - 3:30    | 東日本放送（KHB）         | 宮城県         |        |
| 2022年1月4日（3日深夜）    | 0:15 - 1:10    | 山口朝日放送（yab）       | 山口県         |        |
| 2022年1月4日（3日深夜）    | 0:15 - 1:10    | 長崎文化放送（ncc）       | 長崎県         |        |
| 2022年1月4日（3日深夜）    | 0:15 - 1:10    | 大分朝日放送（OAB）       | 大分県         |        |
| 2022年1月4日（3日深夜）    | 0:20 - 1:15    | 琉球朝日放送（QAB）       | 沖縄県         |        |
| 2022年1月4日（3日深夜）    | 2:05 - 3:00    | 岩手朝日テレビ（IAT）     | 岩手県         |        |
| 2022年1月5日（4日深夜）    | 0:50 - 1:45    | 静岡朝日テレビ（SATV）    | 静岡県         |        |
| 2022年1月6日（5日深夜）    | 0:50 - 1:45    | 長野朝日放送（abn）       | 長野県         |        |
| 2022年1月7日（6日深夜）    | 0:20 - 1:15    | 愛媛朝日テレビ（eat）     | 愛媛県         |        |
| 2022年1月9日               | 10:55 - 11:50  | 九州朝日放送（KBCテレビ） | 福岡県・佐賀県 |        |
| 2022年1月27日（26日深夜）  | 0:15 - 1:10    | 山形テレビ（YTS）         | 山形県         |        |
| 2022年1月30日（29日深夜）  | 0:05 - 1:00    | 福島放送（KFB）           | 福島県         |        |
| 2022年2月5日（4日深夜）    | 0:30 - 1:25    | 新潟テレビ21（UX）        | 新潟県         |        |
| 2022年2月11日              | 20:00 - 20:55  | テレビ神奈川（tvk）       | 神奈川県       |        |
| 2022年2月19日（18日深夜）  | 1:30 - 2:25    | 秋田朝日放送（AAB）       | 秋田県         |        |
| 2022年2月22日（21日深夜）  | 0:35 - 1:30    | 青森朝日放送（ABA）       | 青森県         |        |
| 2022年5月4日               | 15:45 - 16:40  | 北陸朝日放送（HBA）       | 石川県         |        |
| 2022年12月30日（29日深夜） | 0:15 - 1:10    | 鹿児島放送（KKB）         | 鹿児島県       | [ 56 ] |

##### 2023年版
| 放送日                    | 放送時間       | 放送局                                                            | 放送対象地域   | 備考   |
| ------------------------- | -------------- | ----------------------------------------------------------------- | -------------- | ------ |
| 2023年1月2日              | 23:05 - 翌0:00 | 熊本朝日放送（KAB）                                               | 熊本県         | 制作局 |
| 2023年1月3日（2日深夜）   | 0:10 - 1:05    | 九州朝日放送（KBCテレビ）                                         | 福岡県・佐賀県 |        |
| 2023年1月3日              | 6:00 - 6:55    | 瀬戸内海放送（KSB）                                               | 岡山県・香川県 |        |
| 2023年1月4日（3日深夜）   | 0:15 - 1:10    | 福島放送（KFB）                                                   | 福島県         |        |
| 2023年1月4日（3日深夜）   | 0:15 - 1:10    | 長崎文化放送（ncc）                                               | 長崎県         |        |
| 2023年1月4日（3日深夜）   | 0:15 - 1:10    | 鹿児島放送（KKB）                                                 | 鹿児島県       |        |
| 2023年1月4日（3日深夜）   | 0:20 - 1:15    | 愛媛朝日テレビ（eat）                                             | 愛媛県         |        |
| 2023年1月4日（3日深夜）   | 0:45 - 1:40    | 長野朝日放送（abn）                                               | 長野県         |        |
| 2023年1月4日（3日深夜）   | 2:10 - 3:05    | 山口朝日放送（yab）                                               | 山口県         |        |
| 2023年1月5日（4日深夜）   | 0:50 - 1:45    | 新潟テレビ21（UX）                                                | 新潟県         |        |
| 2023年1月7日（6日深夜）   | 1:15 - 2:10    | 大分朝日放送（OAB）                                               | 大分県         |        |
| 2023年1月7日（6日深夜）   | 1:45 - 2:40    | 琉球朝日放送（QAB）                                               | 沖縄県         |        |
| 2023年1月8日              | 6:00 - 6:55    | 北海道テレビ放送（HTB）                                           | 北海道         |        |
| 2023年1月8日              | 13:55 - 14:50  | 山形テレビ（YTS）                                                 | 山形県         |        |
| 2023年1月9日（8日深夜）   | 1:30 - 2:25    | 青森朝日放送（ABA）                                               | 青森県         |        |
| 2023年1月14日（13日深夜） | 1:59 - 2:54    | 朝日放送テレビ（ABCテレビ）                                       | 関西広域圏     |        |
| 2023年1月23日（22日深夜） | 1:05 - 2:00    | 広島ホームテレビ（HOME）                                          | 広島県         |        |
| 2023年1月31日             | 4:00 - 4:55    | 名古屋テレビ放送（メ～テレ/NBN）                                  | 中京広域圏     | [ 57 ] |
| 2023年3月21日             | 10:00 - 10:55  | 東京メトロポリタンテレビジョン（TOKYO MX） <TOKYO MX2（ch：093）> | 東京都         | [ 58 ] |
| 2023年4月2日              | 14:55 - 15:55  | 北陸朝日放送（HAB）                                               | 石川県         | [ 59 ] |
| 2023年5月4日              | 15:45 - 16:40  | 秋田朝日放送（AAB）                                               | 秋田県         | [ 60 ] |

### ヒロシのひとりキャンプのすすめ 焚火会全員集合スペシャル

#### 概要
ソロキャンパー集団“焚火会”メンバー、テレビ初の全員集合。
- 特番を含む番組内の焚火会メンバーたちの行動を全員で名場面集モニタリング。
- キャンプブームを牽引してきた焚火会メンバーたちの愛してやまない「俺のキャンプギア」を紹介。
- 焚火会には思わず「あるある！」と納得？キャンプをこよなく愛するメンバーたちの“こだわり”を発言。
- 野外料理研究家・ベアーズ島田キャンプの 本気のカレーを振る舞う！

#### ヒロシのひとりキャンプのすすめ 2022年特番放映局
| 放送日                      | 放送時間       | 放送局              | 放送対象地域 | 備考 |
| --------------------------- | -------------- | ------------------- | ------------ | --- |
| 2022年9月23日               | 23:15 - 翌0:10 | 熊本朝日放送（KAB） | 熊本県       | 制作局 特番放送で納まらなかった内容は本放送後のレギュラー版の時間帯 （#66・焚火会全員集合スペシャルアフターパーリー）としてて放送。 |
| 2022年12月31日 （30日深夜） | 2:05 - 3:00    | 秋田朝日放送（AAB） | 秋田県       | [ 49 ] |
| 2023年1月3日 （2日深夜）    | 1:10 - 2:05    | 東日本放送（khb）   | 宮城県       | [ 49 ] |

### ヒロシのひとりキャンプのすすめSP2024

#### 概要
- ヒロシのいつものキャンプ仲間が集結し、おじさんたちの「アソビ」の楽しさを存分にお届け。今回はワイドショー番組のレギュラーコメンテーターを務める玉川徹がゲスト出演。
  - 「焚火会パート」は番組の準レギュラー（焚火会）メンバーでお届けする大人のアソビの楽しさを紹介。

大人だから、気ままに好きなことをキャンプにとどまらず、愛車紹介や当番組出演者の間で一大ブームとなったラジコン対決を交えながら、出演メンバーによるアソビの楽しさを存分にお届けるパート。
  - 「特別対談パート」は、ヒロシと玉川徹がワクワクが止まらない特別なキャンプ体験＆対談企画。

ヒロシが「いま会いたい人」と語る。今回の特番ではワイドショー番組のコメンテーター・玉川徹をゲストに招き、キャンプ初心者の玉川とあれこれ語りながらキャンプ体験をするパート。

#### ゲスト
- 焚火会パート

ベアーズ島田キャンプ・西村瑞樹（バイきんぐ）・河本太（ウエストランド）・大和一孝（スパローズ）・スギ。（インスタントジョンソン）
- 特別対談パート

玉川徹

#### 撮影場所
- 焚火会パート

初日 - 茎崎こもれび六斗の森（茨城県つくば市）、2日目 - つくばラジコンパーク（茨城県つくば市）
- 特別対談パート

勝古沢キャンプ場（千葉県長生郡長柄町）

#### ヒロシのひとりキャンプのすすめ SP2024 放映局
2024年2月8日現在
| 放送日                    | 放送時間       | 放送局                           | 放送対象地域   | 備考   |
| ------------------------- | -------------- | -------------------------------- | -------------- | ------ |
| 2024年1月2日              | 23:10 - 翌0:05 | 熊本朝日放送（KAB）              | 熊本県         | 制作局 |
| 2024年1月3日（2日深夜）   | 0:40 - 1:35    | 九州朝日放送（KBCテレビ）        | 福岡県・佐賀県 |        |
| 2024年1月3日（2日深夜）   | 1:35 - 2:30    | 東日本放送（KHB）                | 宮城県         |        |
| 2024年1月3日              | 6:00 - 6:55    | 山口朝日放送（yab）              | 山口県         |        |
| 2024年1月3日              | 6:00 - 6:55    | 長野朝日放送（abn）              | 長野県         |        |
| 2024年1月3日              | 6:00 - 6:55    | 瀬戸内海放送（KSB）              | 岡山県・香川県 |        |
| 2024年1月4日（3日深夜）   | 0:15 - 1:10    | 青森朝日放送（ABA）              | 青森県         |        |
| 2024年1月4日（3日深夜）   | 0:15 - 1:15    | 長崎文化放送（ncc）              | 長崎県         |        |
| 2024年1月4日（3日深夜）   | 0:20 - 1:15    | 愛媛朝日テレビ（eat）            | 愛媛県         |        |
| 2024年1月4日（3日深夜）   | 3:00 - 4:00    | 静岡朝日テレビ（SATV）           | 静岡県         |        |
| 2024年1月5日（4日深夜）   | 0:15 - 1:15    | 鹿児島放送（KKB）                | 鹿児島県       |        |
| 2024年1月5日（4日深夜）   | 1:15 - 2:10    | 秋田朝日放送（AAB）              | 秋田県         |        |
| 2024年1月6日              | 7:00 - 8:00    | 福島放送（KFB）                  | 福島県         |        |
| 2024年1月7日              | 15:30 - 16:25  | 琉球朝日放送（QAB）              | 沖縄県         |        |
| 2024年1月7日              | 23:55 - 翌0:50 | 大分朝日放送（OAB）              | 大分県         |        |
| 2024年1月8日（7日深夜）   | 0:25 - 1:20    | 北海道テレビ放送（HTB）          | 北海道         |        |
| 2024年1月10日（9日深夜）  | 1:38 - 2:38    | 朝日放送テレビ（ABCテレビ）      | 関西広域圏     |        |
| 2024年1月22日（21日深夜） | 1:05 - 2:05    | 広島ホームテレビ（HOME）         | 広島県         |        |
| 2024年1月27日             | 15:30 - 16:25  | 山形テレビ（YTS）                | 山形県         |        |
| 2024年2月17日（16日深夜） | 3:15 - 4:15    | 名古屋テレビ放送（メ～テレ/NBN） | 中京広域圏     |        |
| 2024年3月20日             | 15:45 - 16:46  | 新潟テレビ21（UX）               | 新潟県         |        |

### ヒロシのひとりキャンプのすすめSP2025 in 台湾

#### 概要
- 今回の舞台は番組初の海外・台湾、アソビ心満載！ ヒロシを主宰とするソロキャンパー集団「焚火会」のメンバー5人が自由気ままなキャンプを繰り広げる。ヒロシ自身が「友達とただ遊びに来ただけ」と語るようにプライベート感漂う笑いが絶えない放送[71]。
  - 地元食材でキャンプ飯を作るために台北の問屋街でもある「迪化街」を散策する5人、言葉が通じない中で「波乱の買い出し」が始まる。
  - 台北郊外の新北市三峡区のキャンプ場「皇后鎮森林（三峡）」に行う野営シーンは現地到着後に荒天のため撮影を断念、同キャンプ場屋内施設にて急遽「新春 俺のサイト選手権」と題し、出演メンバーが7分の持ち時間にて創るキャンプサイトを即興で披露する。
  - 台湾食材を使ったキャンプ飯を島田、西村、バイク部（ヒロシ・大和・じゅんダビ）の3組に分かれて調理・披露（一部は放送時間の都合で同月17日（16日深夜）のレギュラー放送での公開になった）。
  - 台湾初日の土林夜市にて当日ライブ終わり[72]のHYDE（L'Arc〜en〜Ciel）と遭遇、本人の承諾を得て番組に出演[14][15]。

#### 出演者
- ヒロシ
- ベアーズ島田キャンプ
- 西村瑞樹（バイきんぐ）
- 大和一孝（スパローズ）
- じゅんいちダビッドソン

#### ヒロシのひとりキャンプのすすめSP2025 in 台湾 放映局
2024年12月14日現在
| 放送日                    | 放送時間       | 放送局                      | 放送対象地域   | 備考   |
| ------------------------- | -------------- | --------------------------- | -------------- | ------ |
| 2025年1月2日              | 23:00 - 翌0:00 | 熊本朝日放送（KAB）         | 熊本県         | 制作局 |
| 2025年1月3日（2日深夜）   | 0:10 - 1:15    | 九州朝日放送（KBCテレビ）   | 福岡県・佐賀県 |        |
| 2025年1月3日（2日深夜）   | 1:15 - 2:15    | 長崎文化放送（ncc）         | 長崎県         |        |
| 2025年1月3日（2日深夜）   | 1:40 - 2:40    | 琉球朝日放送（QAB）         | 沖縄県         |        |
| 2025年1月3日（2日深夜）   | 2:40 - 3:40    | 静岡朝日テレビ（SATV）      | 静岡県         |        |
| 2025年1月3日              | 4:45 - 5:45    | 岩手朝日テレビ（IAT）       | 岩手県         |        |
| 2025年1月3日              | 4:50 - 5:50    | 長野朝日放送（abn）         | 長野県         |        |
| 2025年1月4日（3日深夜）   | 0:10 - 1:10    | 山口朝日放送（yab）         | 山口県         |        |
| 2025年1月4日（3日深夜）   | 0:10 - 1:10    | 愛媛朝日テレビ（eat）       | 愛媛県         |        |
| 2025年1月4日（3日深夜）   | 0:10 - 1:10    | 鹿児島放送（KKB）           | 鹿児島県       |        |
| 2025年1月4日（3日深夜）   | 1:40 - 2:40    | 瀬戸内海放送（KSB）         | 岡山県・香川県 |        |
| 2025年1月4日              | 7:00 - 8:00    | 福島放送（KFB）             | 福島県         |        |
| 2025年1月5日（4日深夜）   | 2:00 - 3:00    | 山形テレビ（YTS）           | 山形県         |        |
| 2025年1月5日（4日深夜）   | 2:00 - 3:00    | 東日本放送（KHB）           | 宮城県         |        |
| 2025年1月5日              | 23:40 - 翌0:40 | 大分朝日放送（OAB）         | 大分県         |        |
| 2025年1月6日（5日深夜）   | 0:40 - 1:40    | 秋田朝日放送（AAB）         | 秋田県         |        |
| 2025年1月11日（10日深夜） | 1:20 - 2:20    | 北海道テレビ放送（HTB）     | 北海道         |        |
| 2025年1月13日（12日深夜） | 1:20 - 2:20    | 広島ホームテレビ（HOME）    | 広島県         |        |
| 2025年1月13日             | 22:00 - 23:00  | テレビ神奈川（tvk）         | 神奈川県       |        |
| 2025年1月15日（14日深夜） | 0:45 - 1:45    | 青森朝日放送（ABA）         | 青森県         |        |
| 2025年1月15日（14日深夜） | 1:39 - 2:39    | 朝日放送テレビ（ABCテレビ） | 関西広域圏     |        |
| 2024年2月2日              | 15:25 - 16:25  | 新潟テレビ21（UX）          | 新潟県         |        |

### ヒロシと愉快な仲間たち ザ・ゴールデン in 台湾

#### 概要
- 2025年1月、新春特番として放送した「ヒロシのひとりキャンプのすすめSP 2025 in 台湾」のスピンオフ番組。ひたすら自由なおじさんを5人も送り込んで新春特番として撮れ高は十分だが特番1本のみで収まるはずもなく、熊本出発前からのオフショットから台湾でのおじさんたちの楽し気な旅の様子を『ヒロシと愉快な仲間たち』として放送。[73][74]
  - 熊本空港から移動、台湾到着後の猫村訪問や土林夜市の散策（2025年1月の本放送分を除く）、志村けんの行き付けだったマッサージ店での施術、線路近くで行う十分老街のランタン（天燈）上げのプライベート感満載の2泊3日模様を放送。なお、今放送では2日目の「キャンプ」（シーン）は放送しない[75]。

#### 出演者
- ヒロシ
- ベアーズ島田キャンプ
- 西村瑞樹（バイきんぐ）
- 大和一孝（スパローズ）
- じゅんいちダビッドソン

#### ヒロシと愉快な仲間たち ザ・ゴールデン in 台湾 放映局
| 放送日        | 放送時間      | 放送局              | 放送対象地域 | 備考   |
| ------------- | ------------- | ------------------- | ------------ | ------ |
| 2025年4月16日 | 19:00 - 20:00 | 熊本朝日放送（KAB） | 熊本県       | 制作局 |
| 2025年6月15日 | 18:30 - 19:30 | テレビ神奈川（tvk） | 神奈川県     | [ 76 ] |

## 書籍
『ヒロシのひとりキャンプのすすめ 公式本』
- 著者 / 編集：ヒロシ・熊本朝日放送  出版社：Gakken - 2022年11月10日発売[8][9]、ISBN 978-4-05-801912-2[8]
  - 本書の内容（一部）[8]

（1）名シーン漫画付きで笑って泣ける!? 2017年の「5ch（ファイブチャンネル）」番組企画としての初回放送から2021年6月（レギュラー放送#25)まで放送した35回放送分のハイライト
（2）キャンプテク、焚き火術、レシピ…ヒロシと「焚火会」直伝! キャンプ実用コラム
（3）40点超! ヒロシのレビュー付き ヒロシが番組で使った全ギア紹介
（4）お馴染みの掛け合いに爆笑必至! ヒロシ×まゆたん（の中の人）大自然対談
他書籍に複数収録。

## 関連番組
- 5ch（ファイブチャンネル） - 事実上の前身番組
- ヒロシのぼっちキャンプ - ヒロシ出演のキャンプを題材としたBS-TBSの番組。当番組の小ネタになっている。
- からし蓮根のヨクバリ → カラシコンボ - 当番組と交互に隔週で放送していた熊本出身のお笑いコンビ・からし蓮根出演の冠番組。
- おぎやはぎのハピキャン - おぎやはぎ進行のキャンプを題材としたメ〜テレの番組。当番組の小ネタになっている。
- ゆるキャン△ - あfろ原作の漫画作品。アニメ版やテレビドラマ版があり、5ch（ファイブチャンネル）時代から当番組の小ネタになっている[77]。
  - 2024年4月開始のアニメ版第三期（ゆるキャン△SEASON3）、同番組のBS11における放送時間（金曜0:00 - 0:30）が当番組の曜日変更も相成ってKABの放送時間（金曜0:15 - 0:45）と時間帯が重なって裏かぶりが同年6月まで発生した。
- 西村キャンプ場 - 西村瑞樹（バイきんぐ）出演のキャンプを題材としたテレビ新広島（TSS）制作の番組。西村瑞樹が当番組にゲスト出演時の小ネタになっている。